# Você É D+
Você é D+! é o quinto álbum de estúdio da dupla brasileira Sandy & Junior, lançado em 1995, através da gravadora PolyGram. A produção é de Xororó, que produziu todos os discos anteriores.
Explora uma diversidade de estilos musicais, tais como: rap, pop, forró, e rock e presta homenagens a música de décadas passadas (décadas de 50, 70 e 80) através de regravações e versões em português de vários clássicos. As letras abordam temas adolescentes e infantis como brincadeiras, primeiro amor, amores não correspondidos, super-heróis, animais de estimação, entre outros.
A divulgação contou com uma turnê e apresentações em vários programas de TV e rádio. Três canções foram lançadas como singles: "O Universo Precisa de Vocês (Power Rangers)", "Vai Ter Que Rebolar" e "Sonho Real". O público gostou do trabalho e mais de 550 mil cópias foram vendidas, tornando-se, na época, o maior sucesso da carreira, tal fato rendeu novos discos de ouro e platina como reconhecimento.

## Antecedentes
Em 1993, a dupla Sandy e Junior lançou a considerada "primeira guinada em relação a música pop" de sua carreira, Tô Ligado em Você, explorou estilos musicais diversos da música sertaneja (estilo ligada a de Chitãozinho & Xororó, tio e pai da dupla, respectivamente), presentes nos dois primeiros álbuns, como pop e homenagem a música dos anos de 1950, e obteve um ótimo retorno, com vendas de cerca de 360 mil cópias pouco depois de lançado.
Seu sucessor, Pra Dançar com Você, de 1994, trouxe regravações de artistas dos anos de 1960, em especial os da Jovem Guarda, e teve ótima repercussão, vendendo rapidamente 390 mil cópias. Ambos chegariam as 500 mil cópias no decorrer dos anos.

## Produção
Para o que seria o seu quinto trabalho, Xororó, foi escolhido como o produtor. Seguindo a fórmula que deu certo nos dois antecessores, aposta na sonoridade dos anos de 1960, com a regravação de "É Cedo pra Amar Assim", versão de "Hopelessly Devoted To You", cantada originalmente pela cantora Olivia Newton-John no filme Grease (1978) e nomeada na categoria de melhor canção original, no Oscar 1979. "Você é Demais" é uma versão de "Love So Right", do Bee Gees, lançada em 1976, no disco Children of the World. "Doce Como Mel", é versão de "Sugar Baby Love", do grupo The Rubettes, presente em Wear It's 'At, de 1974. "Sonho Real" deu nome a turnê de 1995, é versão da música "(I've Had) The Time of My Life", do filme Dirty Dancing, de 1987, vencedora do Oscar de Melhor Canção Original.
Uma das canções mais populares é "O Universo Precisa de Vocês (Power Rangers)", cuja letra presta homenagem ao seriado homônimo, exibido pela TV Globo. Em 2017, quando uma nova versão dos super-heróis seria lançada nos cinemas, o Canal Flynns criou um trailer alternativo e nostálgico que traz as cenas do reboot coroadas com a música.
A embalagem do CD diferia-se dos convencionais, o acrílico era amarelo e não transparente. Em 2019, quando relançado no Box comemorativo Nossa História, o disco perdeu essa característica, além de ter vindo com problemas com a foto da capa e impressão das páginas na sua primeira tiragem.

## Lançamento e divulgação
O lançamento ocorreu em 1995, para promovê-lo foram feitas apresentações em TV e rádio. Três das faixas foram lançadas como single: "O Universo Precisa de Vocês (Power Rangers)", "Vai Ter Que Rebolar" e "Sonho Real". Ao contrário do que ocorreu em álbuns anteriores, nenhuma das canções ganhou videoclipe.
Uma turnê intitulada Sonho Real teve início em 1995, algumas das canções entraram para o set list. Estendeu-se até o fim de 1996, depois que Dig-Dig-Joy foi lançado, tal fato, fez com que algumas de suas músicas fossem incluídas nas apresentações.
Um show na casa de espetáculos, Olympia, em São Paulo, foi gravado em 12 de outubro de 1996, a partir dele, a gravadora PolyGram, lançou o primeiro VHS da dupla, que recebeu o mesmo título da coletânea de maiores sucessos, lançada em 1996:Os Grandes Sucessos De Sandy & JR. Reúne também os videoclipes lançados, entrevistas, bastidores, e foi lançado em 1997.
Em 1999, o VHS foi relançado com o título de Vem Dançar Com A Gente!, em uma parceria da revista Shopping com a gravadora Universal Music. Essa versão não incluí todo o material do primeiro lançamento. Em 2002, a Universal Music relançou, novamente, parte do material em um VHS intitulado Vamos Pular! Com Sandy & Junior.

## Recepção crítica
| Críticas profissionais | Críticas profissionais |
| Avaliações da crítica  | Avaliações da crítica  |
| Fonte                  | Avaliação              |
| ---------------------- | ---------------------- |
| Folha de S. Paulo      | Mista                  |

As resenhas da crítica especializada em música foram mistas.
Em sua resenha para o jornal Folha de S. Paulo, Nina Cavalcanti afirmou que o álbum "comprova mais uma vez que eles são afinados e cantam muito bem [...] agora eles cantam todos os estilos musicais. O disco é bem produzido e tocado por excelentes músicos. Pena que nem todas as músicas sejam boas para que Sandy e Junior possam mostrar tudo o que sabem fazer."

## Lista de faixas
Créditos adaptados do encarte do CD Você É D+, de 1995.
| N.º            | Título                                        | Compositor(es)                                                       | Duração |  |
| 1.             | "Rap do Aniversário" (participação de Xuxa)   | Fafy Siqueira Sarah Benchimol                                        | 3:27    |  |
| 2.             | "Além da Imaginação"                          | Dalton Rieffel Dalmo Belote                                          | 3:34    |  |
| 3.             | "Sonho Real"                                  | F. Previte J. DeNicola D. Markowitz Xororó 1 Noely 1 Feio 1          | 4:42    |  |
| 4.             | "Roller Boys"                                 | Lucas Robles César Rossini                                           | 4:03    |  |
| 5.             | "A Gente Se Gosta Demais"                     | Xororó Feio                                                          | 3:09    |  |
| 6.             | "Marilyn"                                     | Xororó Feio Joel Marques                                             | 3:09    |  |
| 7.             | "Vamos Ver a Galera Agitar"                   | Feio Xororó Fátima Leão                                              | 3:12    |  |
| 8.             | "O Universo Precisa de Vocês (Power Rangers)" | Renato Ladeira Roberto Lly                                           | 2:55    |  |
| 9.             | "Você É Demais"                               | Barry Gibb Robin Gibb Maurice Gibb Edgard Poças 1                    | 3:59    |  |
| 10.            | "Vai Ter Que Rebolar"                         | Nenéo                                                                | 3:29    |  |
| 11.            | "É Cedo Pra Amar Assim"                       | John Farrar Xororó 1 Noely 1 Feio 1                                  | 3:01    |  |
| 12.            | "Vamos Nessa Que Tá Bom À Beça"               | Nino Maria da Paz                                                    | 3:47    |  |
| 13.            | "Doce Como o Mel"                             | The Rubettes Wayne Bickerton Tony Waddington Xororó 1 Noely 1 Feio 1 | 3:13    |  |
| 14.            | "Tintim (Um Brinde ao Amor)"                  | Paulinho Camargo Gilberto Santos                                     | 3:34    |  |
| Duração total: | Duração total:                                | Duração total:                                                       | 49:16   |  |

- 1 Compositor da versão em português

## Ficha técnica
Fontes: 
- Direção Artística: Max Pierre
- Uma produção PolyGram dirigida por: Xororó
- Co-produções: Feio e Noely
- Regência: Julinho Teixeira
- Arranjos: Julinho Teixeira e Feio
- Programação: Renato Ladeira, Roberto Lly e Julinho Teixeira
- Violões: Paulinho e Feio
- Guitarras: Paulinho, Feio e Júlio
- Bateria: Cezinha
- Baixo: Luiz Gustavo
- Gaita, banjo e harp: Feio
- Sax: Milton Guedes
- Teclados: Julinho Teixeira
- Percussão: Clodoaldo e Feio
- Pedal Steel: Rick Ferreira
- Coro: Ringo, Feio, Flávio, Silvinha, Tânia, Cidinha e Lilly
- Coro Infantil: Raquel, Maíra, Pablo, Rennan, Gabriel, Bethina, Fátima, Natan, Leandro, Caroline, Vivian e Ana Paula
- Acordeom: Oswaldinho do Acordeom
- Risada da Bruxa: Tiãozinho, na faixa "O Universo Precisa de Vocês (Power Rangers)"
- Participação Especial: XUXA, na faixa "Rap do Aniversário"
- Arregimentação: Grinaldi D. Gomes e Feio
- Gravado nos estúdios: Mosh (SP), Cavema (RJ), Som Livre (RJ) e MM (Campinas)
- Técnicos: Luiz Paulo, Ted, Guilherme Canaes, Silas e Sidney (Mosh); Renato Teixeira (Cavema); e Jorge "Gordo" Guimarães (Som Livre)
- Assistentes: Keko, Sandro, André, Rico e Fernando (Mosh); Mauro Morais (Sabadinho); e Everaldo (Mattar) (Som Livre)
- Engenheiro de gravação: André Mais (MM)
- Mixado no estúdio: Som Livre (RJ)
- Fotos: Amaury Simões
- Produção: Eleuze Valquíria Pontes
- Figurinos: Mel & Hortelã
- Conceito de Capa: Feio e Gê
- Design: Dan Palatnik
- Direção de Arte: Gê Alves Pinto

## Desempenho comercial
Sucesso em sua época, as vendas de Você É D+ superaram a dos quatro primeiros discos. Em 1998, o site oficial da dupla e outros meios de imprensa informaram que as vendas já haviam atingido 390 mil cópias. Em 2002, quando iniciaram uma carreira internacional, um site foi feito e trazia vendas atualizadas de sua discografia, constando que mais de 550 mil exemplares tinham sido vendidos no Brasil, 50 mil a mais que o seu antecessor, lançado 1994. A mesma estimativa foi dada por outros veículos de comunicação.
Um disco de ouro e outro de platina foram entregues em reconhecimento ao sucesso. A Pro-Música Brasil (PMB) (antiga ABPD) não auditou as vendas do disco, o que o torna o terceiro e último a não receber um certificado pela organização.

### Certificação e vendas
| País   | Certificação | Vendas  |
| ------ | ------------ | ------- |
| Brasil | Platina      | 550,000 |